# Sanirajak
Sanirajak, inutit ᓴᓂᕋᔭᒃ, tidigare namn Hall Beach, är ett samhälle beläget på Melvillehalvön i det kanadensiska territoriet Nunavut. Befolkningen uppgick år 2016 till 848 invånare. Samhället ligger 69 km fågelvägen från Igloolik. Hall Beach Airport ligger nära samhället.